# Harij
Harij é uma cidade e um município no distrito de Patan, no estado indiano de Guzerate.

## Geografia
Harij está localizada a 23° 42′ N, 71° 54′ L. Tem uma altitude média de 33 metros (108 pés).

## Demografia
Segundo o censo de 2001, Harij tinha uma população de 18,388 habitantes. Os indivíduos do sexo masculino constituem 53% da população e os do sexo feminino 47%. Harij tem uma taxa de alfabetização de 57%, inferior à média nacional de 59.5%: a literacia no sexo masculino é de 65% e no sexo feminino é de 47%. Em Harij, 15% da população está abaixo dos 6 anos de idade.